# Hūker
Hūker (persiska: هوکر) är en ort i Iran.   Den ligger i provinsen Kermanshah, i den nordvästra delen av landet, 400 km väster om huvudstaden Teheran. Hūker ligger 1 615 meter över havet och antalet invånare är 119.
Terrängen runt Hūker är lite bergig. Runt Hūker är det ganska tätbefolkat, med 149 invånare per kvadratkilometer. Närmaste större samhälle är Kāmyārān, 14,1 km nordväst om Hūker. Trakten runt Hūker består till största delen av jordbruksmark.